# Josef Waldl
Josef Waldl (16. srpna 1852 Pucking – 18. dubna 1934 Linec) byl rakouský křesťansko sociální politik, na počátku 20. století poslanec Říšské rady, v poválečném období poslanec rakouské Národní rady.

## Biografie
Vychodil národní školu. Působil jako majitel statku. Angažoval se v Křesťansko sociální straně Rakouska. V letech 1900–1919 byl starostou rodného Puckingu a v letech 1907–1925 poslancem Hornorakouského zemského sněmu. V letech 1918–1925 zastával funkci zemského radního.
Na počátku 20. století se zapojil i do celostátní politiky. Ve volbách do Říšské rady roku 1907, konaných poprvé podle všeobecného a rovného volebního práva, získal mandát v Říšské radě (celostátní zákonodárný sbor) za obvod Horní Rakousy 17. Usedl do poslanecké frakce Křesťansko-sociální sjednocení. Mandát obhájil za týž obvod i ve volbách do Říšské rady roku 1911. Usedl do klubu Křesťansko-sociální klub německých poslanců. Ve vídeňském parlamentu setrval až do zániku monarchie. K roku 1911 se profesně uvádí jako zemský poslanec, statkář a starosta.
V letech 1918–1919 zasedal jako poslanec Provizorního národního shromáždění Německého Rakouska (Provisorische Nationalversammlung).